# Patrick Roberts
Patrick John Joseph Roberts, né le 5 février 1997 à Kingston upon Thames, est un footballeur anglais qui évolue au poste de milieu de terrain au Sunderland AFC.

## Biographie

### Carrière en club

#### Fulham FC (2014-2015)
Formé à l'AFC Wimbledon, Patrick Roberts rejoint Fulham à l'âge de 13 ans,. Il signe son premier contrat professionnel en février 2014, peu après son 17e anniversaire, se liant au club jusqu'à l'été 2016. À la suite de sa signature, Roberts déclare : « C'est l'un des meilleurs sentiments que j'aie jamais eu dans ma vie ». 
Roberts est présent pour la première fois sur le banc de touche contre Newcastle United le 15 mars 2014, mais n'entre pas en jeu. L'entraineur du club, Felix Magath, décrit Roberts après le match comme «un talent extraordinaire". Le 22 mars, il fait ses débuts professionnels lors de la défaite de Fulham face à Manchester City. Le 5 mai, avec l'équipe junior de Fulham, il marque lors de la finale de la FA Youth Cup 2014 face à Chelsea, mais Fulham s'incline finalement (7-6). Roberts fait sa première apparition de la saison 2014-2015 le 9 août face à Ipswich Town. Il entre en jeu et délivre une passe décisive. Il débute pour la première fois en tant que titulaire le 20 août, lors d'un match à domicile contre les Wolves.

#### Manchester City (2015-2022)
Patrick Roberts signe à Manchester City le 19 juillet 2015.

#### Prêts (2016-2022)

##### Celtic FC
Le 29 janvier 2016, il est prêté au Celtic FC pour dix-huit mois. Champion à deux reprises puis vainqueur de deux coupes nationales, le milieu anglais inscrit dix-sept buts en soixante matchs toutes compétitions confondues avec le club écossais lors de sa saison et demie de prêt.
Le 28 août 2017, Roberts est de nouveau prêté au Celtic pour une saison.

##### Gérone FC
Le 16 août 2018, il est prêté pour une saison au Gérone FC. Le milieu anglais prend part à vingt-et-un matchs sous le maillot du club espagnol.

##### Norwich City et Middlesbrough FC
Le 30 mai 2019, Roberts est cédé en prêt pour une durée d'un an à Norwich City, promu en Premier League. Il ne joue que quatre matchs avec les Canaries au cours de la première partie de saison avant d'être rappelé de son prêt par Manchester City puis renvoyé en prêt pour six mois au Middlesbrough FC. En octobre 2020, il est de nouveau prêté au Middlesbrough FC, cette fois pour une durée d'une saison.

##### Derby County
Le 1er février 2021, il est prêté à Derby County.

##### ES Troyes AC
Le 31 août 2021, il est prêté une saison à l'ES Troyes AC.

#### Sunderland (depuis 2022)
Le 21 janvier 2022, il met fin a son prêt à l'ES Troyes AC et résilié son contrat avec Manchester City, il s'engage dans la foulée pour six mois avec Sunderland qui évolue en League One (D3 anglaise).

### Carrière internationale
Roberts représente l'Angleterre des moins de dix-sept, dix-huit et dix-neuf ans. Il joue un rôle essentiel dans la victoire de l'Angleterre en 2014 lors du Championnat d'Europe des moins de 17 ans à Malte en marquant trois buts et en délivrant quatre passes décisives. Il est également nommé dans l'équipe-type du tournoi.
Étant âgé de seulement dix-sept ans, Roberts reçoit sa première convocation avec l'équipe d'Angleterre des moins de 19 ans en août 2014. Lors des trois matches de groupe, Roberts enregistre un total de quatre buts et quatre passes décisives.
Le milieu anglais évolue ensuite sous le maillot des sélections anglaises des moins de dix-neuf puis des moins de vingt ans.

## Statistiques
| Saison                | Club                    | Championnat           | Championnat | Championnat | Coupe nationale | Coupe nationale | Coupe de la Ligue | Coupe de la Ligue | Compétition(s) continentale(s) | Compétition(s) continentale(s) | Compétition(s) continentale(s) | Total | Total |
| Saison                | Club                    | Division              | M.          | B.          | M.              | B.              | M.                | B.                | Comp.                          | M.                             | B.                             | M.    | B.    |
| 2013-2014             | Fulham FC               | Premier League        | 2           | 0           | -               | -               | -                 | -                 | -                              | -                              | -                              | 2     | 0     |
| 2014-2015             | Fulham FC               | Championship          | 17          | 0           | 2               | 0               | 1                 | 0                 | -                              | -                              | -                              | 20    | 0     |
| Sous-total            | Sous-total              | Sous-total            | 19          | 0           | 2               | 0               | 1                 | 0                 | -                              | -                              | -                              | 22    | 0     |
| 2015-2016             | Manchester City         | Premier League        | 1           | 0           | -               | -               | 2                 | 0                 | -                              | -                              | -                              | 3     | 0     |
| Sous-total            | Sous-total              | Sous-total            | 1           | 0           | -               | -               | 2                 | 0                 | -                              | -                              | -                              | 3     | 0     |
| 2015-2016             | Celtic FC (prêt)        | Scottish Premiership  | 11          | 6           | 2               | 0               | -                 | -                 | -                              | -                              | -                              | 13    | 6     |
| 2016-2017             | Celtic FC (prêt)        | Scottish Premiership  | 32          | 9           | 4               | 0               | 2                 | 0                 | C1                             | 9                              | 2                              | 47    | 11    |
| 2017-2018             | Celtic FC (prêt)        | Scottish Premiership  | 12          | 0           | 1               | 0               | 3                 | 0                 | C1                             | 3                              | 1                              | 19    | 1     |
| Sous-total            | Sous-total              | Sous-total            | 55          | 15          | 7               | 0               | 5                 | 0                 | -                              | 12                             | 3                              | 79    | 18    |
| 2018-2019             | Girona FC (prêt)        | La Liga               | 19          | 0           | 2               | 0               | -                 | -                 | -                              | -                              | -                              | 21    | 0     |
| 2019-2020             | Norwich City FC (prêt)  | Premier League        | 3           | 0           | -               | -               | 1                 | 0                 | -                              | -                              | -                              | 4     | 0     |
| Sous-total            | Sous-total              | Sous-total            | 22          | 0           | 2               | 0               | 1                 | 0                 | -                              | 0                              | 0                              | 25    | 0     |
| 2019-2020             | Middlesbrough FC (prêt) | Championship          | 10          | 1           | 1               | 0               | -                 | -                 | -                              | -                              | -                              | 11    | 1     |
| 2020-2021             | Middlesbrough FC (prêt) | Championship          | 7           | 0           | 1               | 0               | -                 | -                 | -                              | -                              | -                              | 8     | 0     |
| Sous-total            | Sous-total              | Sous-total            | 17          | 1           | 2               | 0               | 0                 | 0                 | -                              | 0                              | 0                              | 19    | 1     |
| 2021-2022             | ES Troyes AC (prêt)     | Ligue 1               | 1           | 0           | 1               | 0               | -                 | -                 | -                              | -                              | -                              | 2     | 0     |
| Sous-total            | Sous-total              | Sous-total            | 1           | 0           | 1               | 0               | 0                 | 0                 | -                              | 0                              | 0                              | 2     | 0     |
| 2021-2022             | Sunderland AFC          | League One            | 17          | 2           | -               | -               | -                 | -                 | -                              | -                              | -                              | 17    | 2     |
| 2022-2023             | Sunderland AFC          | Championship          | 44          | 5           | 3               | 0               | 1                 | 0                 | -                              | -                              | -                              | 48    | 5     |
| 2023-2024             | Sunderland AFC          | Championship          | 23          | 0           | -               | -               | -                 | -                 | -                              | -                              | -                              | 23    | 0     |
| Sous-total            | Sous-total              | Sous-total            | 84          | 7           | 3               | 0               | 1                 | 0                 | -                              | 0                              | 0                              | 88    | 7     |
| Total sur la carrière | Total sur la carrière   | Total sur la carrière | 189         | 23          | 17              | 0               | 10                | 0                 | -                              | 12                             | 3                              | 228   | 26    |

## Palmarès

### En club
- Celtic FC
  - Champion d'Écosse en 2016, 2017 et 2018.
  - Vainqueur de la Coupe de la Ligue écossaise en 2016 et 2017.
  - Vainqueur de la Coupe d'Écosse en 2017.

### En sélection
- Vainqueur du championnat d'Europe des moins de 17 ans en 2014.